# Panchlora aurora
Panchlora aurora är en kackerlacksart som beskrevs av Morgan Hebard 1926. Panchlora aurora ingår i släktet Panchlora och familjen jättekackerlackor. Inga underarter finns listade i Catalogue of Life.